# Nancy Spero
Nancy Spero (* 24. August 1926 in Cleveland, Ohio; † 18. Oktober 2009 in New York City) war eine US-amerikanische figurative Malerin, Collagekünstlerin und Feministin.

## Leben
Spero studierte von 1944 bis 1945 an der University of Colorado Boulder und machte 1949 den Bachelor an der School of the Art Institute of Chicago bei Kathleen Blackshear, die ihre Studenten ermutigte, sich im Field Museum of Natural History mit Artefakten auseinanderzusetzen. Jean Dubuffet, der eine Vorlesung am Institut hielt, unterstützte ihre Faszination für Totems und Objekte aus Alaska, Neuguinea und den Neuen Hebriden. Von 1949 bis 1950 lebte Spero in Paris und studierte dort an der École nationale supérieure des beaux-arts de Paris und im Atelier von André Lhote.
Von 1951 bis zu seinem Tod 2004 war Nancy Spero mit dem Maler Leon Golub verheiratet, mit dem sie in einem gemeinsamen Atelier in Greenwich Village zusammenarbeitete. Zwischen 1957 und 1959 lebte das Paar mit den zwei Söhnen in Italien, wo sie die Etruskische Kunst kennenlernten, und in Bloomington, Indiana. 1959 zogen sie nach Paris. Der dritte Sohn wurde geboren. 1964 kehrten sie nach New York zurück. Spero und Golub verkörperten als Künstlerpaar das „Konzept der politischen Aktion durch Kunst“.
In Chicago gehörte Spero mit Golub einer Künstlerbewegung an, die expressiv und figurativ malte. Die Mitglieder schufen Werke von psychologischem Tiefgang, die sich auf die Klassische Mythologie und auf die Antike Kunst bezogen. Der Künstler und Autor Franz Schulze prägte 1959 den Namen „Monster Roster“ für die Gruppierung.
Nancy Spero war aktives Mitglied der Art Workers’ Coalition. Sie engagierte sich in der Frauenbewegung, und da sie unzufrieden mit den Anforderungen der kommerziellen Galerien in New York war, schloss sie sich 1969 der Bewegung Women Artists in Revolution (WAR) an, die sich von der Art Workers’ Coalition abgespalten hatte und gegen sexistische sowie rassistische Benachteiligungen von Künstlerinnen in den Museen New York Citys protestierte. 1972 gründete sie mit Barbara Zucker, Dottie Attie, Susan Williams, Mary Grigoriadis und Maude Boltz die non-profit A.I.R. Gallery in SoHo, die Ausstellungsfläche für Künstlerinnen bereitstellt.
Mitte der 1970er Jahre konzentrierte Spero ihre künstlerische Arbeit auf die Darstellung von Frauen. Ihre Hauptthemen waren Macht, Sexualität und Politik.

„Das weibliche Bild ist universell. Und wenn ich Unterschiede zeige, dann möchte ich weibliche Unterschiede zeigen, weibliche Übergangsriten statt männlicher. Die Frau als Protagonistin: die Frau auf der Bühne.“

## Werk
Nach ihrem fünfjährigen Aufenthalt in Paris schuf Spero in den 1950er und Anfang der 60er Jahre eine Serie von expressiven figurativen Ölgemälden zu den Themen Liebende, Prostitution und Mutterschaft, die sie Black Paris Paintings nannte. Sie wandte dabei eine Technik an, bei der sie eine schwarze Schicht über eine Oberfläche von „Goldöl“ gemalt hatte, und rieb dann Teile des Bildes mit Terpentin aus, um einen antik aussehenden Effekt zu erzeugen. Mitte der 1960er Jahre wandte sie sich von der Ölmalerei ab und begann mit Collagen auf Papier zu arbeiten. Ein Grund für die Wahl neuer Materialien war eine fortschreitende Arthritis. Zwischen 1966 und 1969 produzierte sie die War Series, einen Zyklus aus mehr als 150 Malereien (Gouache, Tinte und Collage) auf Papier, der den Vietnamkrieg zum Thema hat.
Typisch für Spero waren auch die geschriebenen und gedruckten Worte in ihren Collagen, die sie zum ersten Mal in ihrer Serie Codex Artaud gebrauchte. Sie entstand von 1971 bis 1972 und ist Antonin Artaud (1896–1948) gewidmet. Es handelt sich dabei um 37 Collagen unterschiedlicher Formate (bis zu 3 Meter) in zurückhaltender Farbigkeit mit integrierten Textblöcken.
Torture of Women (1974–1976) bezeichnet Nancy Spero als ihr erstes feministisches Werk. Ihre Zeichnungen weiblicher Folteropfer (1976) seien „verstörend verführerisch wie von Henry Darger gemalt, fromm wie Juana Inés de la Cruz und wütend wie Emma Goldmann“. In den 1980er Jahren beschäftigte sie sich in ihren Collagen mit den Möglichkeiten einer Neuformulierung der Identität von Frauen und verwendete dafür alte piktografische Formen und Darstellungen des menschlichen Körpers. To The Revolution (1981–1983), Sky Goddess (1986), Fleeing Woman/Irradiated (1986), Sheela and the Dildo Dancer (1987), die Lithografie Ballade von der „Judenhure“ Marie Sanders (1991) sind weitere bekannte Arbeiten. Sie entwickelte eine Technik, mit der sie Zeichnungen auf unebene Oberflächen drucken konnte. Damit entstand 1989 Re-Birth of Venus auf den Außenwänden der Schirn Kunsthalle in Frankfurt am Main und 1991 Minerva, Sky Goddess auf dem Dach und der Brüstungsmauer des Círculo de Bellas Artes in Madrid.
1993 wurde Nancy Spero neben anderen Künstlern eingeladen, eine Installation für die Eröffnung des renovierten Jüdischen Museums in New York zu gestalten. Sie schuf die Text- und Bildinstallation The Ballad of Marie Sanders/Voices: Jewish Women in Time nach Gedichten von Brecht, Nelly Sachs und einem Zitat aus „Death Camp“ der zeitgenössischen jüdischen Dichterin Irene Klepfisz. 1996 gestaltete sie im Jüdischen Museum Wien zur Geschichte der Wiener Jüdinnen und Juden die freskoähnliche, an die Wand gestempelte permanente Installation Erinnerung.

## Ausstellungen (Auswahl)
- 1992: Museum of Modern Art New York
- 1988: Museum of Contemporary Art, Los Angeles
- 1987: Retrospektive Everson Museum of Art, Syracuse
- 1997: documenta X, Kassel
- 2003/2004: Otherworlds. The Art of Nancy Spero and Kiki Smith, Baltic Centre for Contemporary Art (BALTIC), Gateshead[15]
- 2007: 52. Biennale di Venezia, Venedig
- 2007: documenta 12, Kassel
- 2008: Retrospektive Nancy Spero: Dissidances, Museu d’Art Contemporani de Barcelona, Museo Reina Sofía und 2009 im Centro Andaluz de Arte Contemporáneo (Sevilla)
- 2010: Nancy-Spero-Retrospektive, Centre Georges-Pompidou, Paris
- 2019: Nancy Spero. Museum Folkwang, Essen[16]

## Auszeichnungen
- 2006 wurde Spero in die American Academy of Arts and Letters aufgenommen.[17]